# Abstraktes Bild (809-1)
Abstraktes Bild (809-1) ist ein Gemälde des Dresdner Künstlers Gerhard Richter, aus dem Jahr 1994. In der Liste der teuersten Bilder Richters belegte es 2013 Platz 6.
Abstraktes Bild (809-1) ist das erste aus einer Serie von vier Bildern. Abstraktes Bild (809-3) gehört zur Sammlung der Londoner Tate Gallery. Nachdem Eric Clapton das Gemälde Abstraktes Bild (809-4) zur Versteigerung gebracht hatte, spielte es 2013 bei Christie’s 34.190.757,-- US-Dollar ein.
Auf der gleichen Auktion wurde Abstraktes Bild (809-2) für 3.119.403,-- US-Dollar versteigert.

## Provenienz
Das Bild wurde zum ersten Mal in der Ausstellung „Gerhard Richter: Painting in the Nineties“ in der Anthony d’Offay Gallery in London gezeigt und aus der Ausstellung von Heiner Pietzsch erworben.
Es wurde von Juni bis August 2000 im Residenzschloss Dresden in der Ausstellung „Dalí, Miró, Picasso… Sammlung Ulla und Heiner Pietzsch, Juni-August 2000“ gezeigt.
2001 gaben Ulla und Heiner Pietzsch das Bild zu Sotheby’s in New York in die Auktion, wo es Eric Clapton zusammen mit zwei weiteren Richter-Bildern für insgesamt 2,6 Millionen Euro ersteigerte. Für Clapton wurde das Abstrakte Bild (809-1) am 12. November 2013 in New York beim Auktionshaus Christie’s versteigert, wo es 20.885.000 US-Dollar einbrachte.

## Beschreibung
Das abstrakte Bild ist in den herbstlichen Farben Scharlachrot, Smaragdgrün, Gold- und Zitronengelb mit aufgetupften Flecken von Violett und Preußischblau gehalten.
Erkennbar ist auf dem Bild immer noch der komplizierte und langwierige, immer wieder unterbrochene Vorgang seiner Entstehung. Die mit dem Pinsel zügig und eher zufällig aufgetragenen Farbstreifen oder -flecken, werden mit Hilfe eines Bretts auf der Leinwand bis auf den unteren Bildrand abgezogen, sie trocknen an, Schichten in anderen Farben werden hier und dort aufgetragen. Wieder mit dem Brett nach Zufall verteilt, trocknen sie wieder an, Farbschichten werden hier und da bis auf den Malgrund abgekratzt. Diese Vorgänge werden so lange wiederholt, bis der Maler das Bild als vollendet betrachtet. Die durch die Bewegung des Bretts entstehenden senkrechten und waagerechten Linien geben dabei dem Bild mit seiner Fülle von Farben eine gewisse Struktur und vermitteln einen Aspekt von Ruhe und Harmonie.
Erkennbar bleibt in dem Gemälde sein Entstehungsprozess, der aber gleichzeitig „verschleiert“ bleibt. Nach Aussagen des Künstlers sind diese Gemälde in erheblichem Maße vom Zufall abhängig und widersprechen in ihrer Endfassung häufig seiner anfänglichen Bildidee.
Das Bild ist auf der Rückseite signiert, nummeriert und datiert.